# Trilacuna hponkanrazi
Espèce
Trilacuna hponkanrazi est une espèce d'araignées aranéomorphes de la famille des Oonopidae.

## Distribution
Cette espèce est endémique de l'État kachin en Birmanie,. Elle se rencontre vers Putao.

## Description
Le mâle holotype mesure 1,49 mm et la femelle paratype 1,43 mm.

## Systématique et taxinomie
Cette espèce a été décrite par Tong et Li en 2020.

## Étymologie
Son nom d'espèce lui a été donné en référence au lieu de sa découverte, le sanctuaire de faune de Hponkanrazi.

## Publication originale
- Tong, Li & Bian, 2020 : « Taxonomic studies on the genus Trilacuna (Araneae, Oonopidae) from Myanmar. » ZooKeys, vol. 960, p. 39-62 (texte intégral).